# Elezioni presidenziali in Siria del 2021
Le elezioni presidenziali in Siria del 2021 si sono tenute il 26 maggio, con gli espatriati in grado di votare in alcune ambasciate straniere il 20 maggio. I tre candidati erano il presidente in carica Bashar al-Assad, Abdullah Sallum Abdullah e Mahmoud Ahmad Marei.
Prima delle elezioni, diversi paesi, tra cui gli Stati Uniti, hanno espresso preoccupazione per l'equità e la legittimità delle elezioni e hanno dichiarato che non avrebbero riconosciuto i risultati. In quella che è stata considerata da alcuni osservatori occidentali una conclusione scontata e da molti segnata dalla frode, il risultato è stato una vittoria schiacciante per Assad, che ha ricevuto poco più del 95% dei voti. I funzionari hanno detto che il 78,6% degli elettori ha preso parte, ma in un contesto di conflitto e sfollamento questa cifra è stata messa in dubbio. Ai sensi del capitolo tre, articolo ottantotto dell'attuale Costituzione siriana è stata l'ultima elezione in cui poteva competere Bashar al-Assad .

## Contesto
Bashar al-Assad, il diciannovesimo presidente della Siria, ha preso il potere con un referendum nel 2000 in seguito alla morte di suo padre Hafez al-Assad, che aveva governato la Siria per 30 anni. Assad ha anche ereditato il ruolo di leader del partito al governo: il segretario regionale della sezione regionale siriana del partito arabo socialista Ba'ath. Nelle elezioni incontrastate e antidemocratiche del 2000 e del 2007, ha ricevuto rispettivamente il 97,29% e il 97,6% di sostegno. Il 16 luglio 2014, Assad ha prestato giuramento per un altro mandato di sette anni dopo che un'altra elezione non democratica - ma questa volta multi-candidato - gli ha dato l'88,7% dei voti. L'elezione si è svolta solo nelle aree controllate dal governo siriano durante la guerra civile in corso nel Paese ed è stata criticata dalle Nazioni Unite .
Le elezioni del 2021 si sono svolte mentre la guerra civile siriana è entrata nell'undicesimo anno di conflitto e di conseguenza il paese rimane ancora diviso tra varie fazioni. La popolazione cittadina prebellica era di oltre 21 milioni. A partire dal 2020, la Siria rimane il più grande paese fonte di rifugiati con 6,6 milioni di rifugiati sono fuggiti dalla nazione dall'inizio del conflitto. Inoltre, sette milioni di siriani sono sfollati interni, di cui 4,4 milioni nel territorio tenuto dai ribelli, e due milioni vivono nell'amministrazione autonoma governata dai curdi della Siria settentrionale e orientale mentre oltre 100.000 cittadini sono detenuti come prigionieri politici. L'elezione si tiene solo nel territorio governativo. Secondo TRT World, 5-6 milioni di adulti vivono in aree sotto il controllo del governo. Il ministro dell'Interno Mohammad Khaled al-Rahmoun ha affermato che 18 milioni di siriani possono votare.
Il voto si è svolto nonostante una risoluzione del Consiglio di sicurezza delle Nazioni Unite del 2015 chieda una nuova costituzione prima delle elezioni.
Gli analisti hanno affermato che le elezioni si sono svolte in modo che il governo e il suo sostenitore, la Russia, potessero rivendicare la vittoria nella guerra, riabilitare la reputazione del paese presso la Lega araba e dimostrare che la Siria è un paese sicuro per il ritorno dei rifugiati.
400 funzionari pubblici, giudici, avvocati e giornalisti detenuti in una repressione all'inizio dell'anno per dissenso sui social media ai sensi delle leggi sulla criminalità informatica hanno ottenuto un'amnistia a maggio prima delle elezioni, insieme a migliaia di persone liberate in seguito a un'amnistia generale per speculatori di valuta e spacciatori di droga, contrabbandieri e rapitori. La maggior parte dei critici liberati erano dalla parte del governo durante la guerra civile e l'amnistia ha escluso decine di migliaia di detenuti politici di Assad, secondo i gruppi per i diritti umani.
Le elezioni si svolgono anche nel contesto di una grave crisi economica. Il governo ha intrapreso una serie di misure intraprese nelle settimane prima del voto per influenzare l'opinione pubblica, compresi i tentativi di ridurre l'inflazione e di estendere le sovvenzioni statali ai dipendenti statali nelle aree in difficoltà economiche.

## Sistema elettorale
La Costituzione della Siria approvata nel 2012 afferma che: "Gli elettori sono i cittadini che hanno compiuto i diciotto anni di età e hanno soddisfatto le condizioni stabilite nella legge elettorale"; (Articolo 59). La legge elettorale deve includere le disposizioni che assicurano: (Articolo 61)
1. La libertà degli elettori di scegliere i propri rappresentanti e la sicurezza e l'integrità delle procedure elettorali.
2. Il diritto dei candidati a supervisionare il processo elettorale.
3. Punire chi abusa della volontà degli elettori.[7]

## Selezione dei candidati
Il presidente dell'Assemblea popolare siriana, Hammouda Sabbagh (partito Ba'ath), ha annunciato l'inizio della candidatura alle elezioni presidenziali, a partire dal 19 aprile 2021. Nel suo discorso alla prima sessione del secondo turno straordinario dell'Assemblea del popolo, Sabbagh ha invitato coloro che desiderano candidarsi a presentare le loro domande di candidatura alla Corte costituzionale suprema entro un periodo di 10 giorni che sarebbe scaduto mercoledì 28 aprile.
Ai sensi della Legge n. 5 dell'anno 2014 del codice delle elezioni generali, Capitolo 5 - articolo n. 30, il candidato alla carica di Presidente della Repubblica Araba Siriana deve:
- avere raggiunto l'età di 40 anni.
- avere la nazionalità siriana per nascita.
- avere tutti i propri diritti civili e politici e non essere condannati per crimini spregevoli.
- non essere sposato con uno straniero.
- risiedere nei territori siriani per non meno di 10 anni consecutivi quando si presenta alle elezioni.
- non avere una nazionalità diversa da quella della Repubblica Araba Siriana.
- non essere privato del diritto di voto.

Ulteriori requisiti di ammissibilità nella Costituzione includono:
- La religione del presidente è l'Islam (articolo 3)
- Il presidente non può portare un'altra nazionalità (articolo 152)

Il requisito per i candidati di essere sostenuti da 35 membri del parlamento conferisce potere al Fronte progressista nazionale al governo, che domina l'assemblea, e il requisito di aver vissuto ininterrottamente in Siria negli ultimi 10 anni esclude le figure dell'opposizione in esilio.

## Candidati
Il 3 maggio, la Corte costituzionale suprema siriana ha annunciato che tre candidati erano stati accettati, con gli altri respinti per non aver soddisfatto le condizioni costituzionali e legali:
- Bashar al-Assad, presidente in carica della Siria (2000-2024) e candidato del partito Ba'ath (Damasco )
- Mahmoud Ahmed Marei, avvocato, capo dell'Organizzazione araba per i diritti umani ed ex segretario generale del Fronte nazionale per la liberazione della Siria. È ex presidente dell'Ufficio giovani del Comitato di coordinamento nazionale per il cambiamento democratico, membro della delegazione interna dell'opposizione ai colloqui di pace di Ginevra sulla Siria (2017). Candidato al Partito dell'Unione Socialista Araba Democratica ( NCC ) (Damasco)[37]
- Abdullah Sallum Abdullah,[38] nato nel 1956,[35] ex ministro degli Affari dell'Assemblea Popolare, ex deputato e candidato del Partito Socialista Unionista (Aleppo)

Secondo il Daily Telegraph, "pochi considerano l'ex ministro di stato Abdallah Salloum Abdallah e Mahmoud Merhi, un membro della cosiddetta" opposizione tollerata ", sono seri contendenti".

### Candidati senza successo
I candidati segnalati per essersi proposti includevano:
- Mohamad Firas Yassin Rajouh, ingegnere, attivista e uomo d'affari, indipendente (Damasco)
- Mohamad Nadim Sha'ban, indipendente

## Campagna
- Il 15 maggio Mahmoud Ahmed Marei ha lanciato la sua campagna con gli obiettivi principali: 1. "Insieme per liberare i prigionieri di coscienza", 2. "Insieme per un governo partecipativo di unità nazionale con una reale rappresentanza dell'opposizione".[39][40] Allo stesso tempo, è stata lanciata la sua pagina preelettorale su Facebook e altri social network.[41]  Il suo spot preelettorale è stato trasmesso su Sama TV, Syria TV e Syrian News Channel.[42][43] Il 16 maggio, il candidato ha rilasciato un'intervista di un'ora a Syria TV, Syrian News Channel e Sama TV. Ha anche rilasciato un'intervista al quotidiano Al-Watan.[41] Secondo il Daily Sabah, Marei ha descritto la sua campagna come modesta, in quanto non ha avuto alcun sostegno finanziario a parte le proprie risorse e quelle dei partiti di opposizione interni.[44]
- Il 15 maggio è stata lanciata la campagna di Al-Assad con lo slogan: "La speranza è con il lavoro".[34][45] Il suo altro motto principale è: Insieme sfidiamo.[30] La campagna ha le sue pagine su Facebook, Twitter, Telegram, Instagram e altri.[46][47]  Come altre campagne, anche questa ha i suoi spot su Sama TV, Syria TV e Syrian News Channel.[48][49] [ fonte non primaria necessaria ]
- Il 15 maggio, la campagna di Abdullah Sallum Abdullah con slogan: 1. "" La nostra forza nella nostra unità "2." Rafforzare il ruolo del NPF e riattivare il ruolo delle parti ad esso affiliate ", è stato lanciato con una pagina della campagna su Facebook, Twitter e altri social network.[50][51]  Gli spot preelettorali del candidato sono stati trasmessi anche su Sama TV, Syria TV e Syrian News Channel.[52][53] Ha promesso di combattere la corruzione.[26] Il 17 maggio ha rilasciato un'intervista al Syrian News Channel in cui ha invitato tutti i siriani a unirsi a livello nazionale per affrontare qualsiasi problema o pericolo che minacci il loro Paese. Ha inoltre ricordato che è necessario consentire e successivamente attuare il ritorno di tutti i profughi nella repubblica e disporre di condizioni adeguate per vivere nel paese. Poi ha notato la necessità di porre fine alla guerra, l'occupazione degli Stati Uniti, della Turchia e di Israele . E infine ha promesso di proteggere gli interessi nazionali, lo sviluppo economico e la lotta alla corruzione.
- Il 16 maggio è stata lanciata una campagna elettorale in tutto il paese con cartelloni, giganteschi manifesti del presidente e volantini.[3] Grandi manifestazioni a sostegno del presidente sono state organizzate da funzionari governativi[4], così come cene e balli organizzati dai cittadini per ingratuarsi del partito al governo.

In Sweida, di maggioranza Drusa, nel Sud-Ovest della Siria, cartelloni elettorali sono stati strappati e spruzzati con vernice rossa in poche ore.

## Osservatori internazionali
Secondo l'agenzia di stampa statale, l'Assemblea del popolo ha votato per invitare i rappresentanti dei parlamenti di questi paesi a monitorare e supervisionare il processo elettorale: Algeria, Oman, Mauritania, Russia, Iran, Armenia, Cina, Venezuela, Cuba, Bielorussia, Sud Africa, Ecuador, Nicaragua e Bolivia. Gli osservatori russi sono stati mostrati sulla stazione televisiva di stato siriana SANA, guardando gli elettori che votavano senza alcuna privacy.

## Risultati
| Bashar al-Assad          | Partito Ba'th                       | 13 540 860 | 95,19 |  |  |  |  |  |
| Mahmoud Ahmed Merei      | Unione Socialista Democratica Araba | 470 276    | 3,31  |  |  |  |  |  |
| Abdullah Sallum Abdullah | Partito Unionista Socialista        | 213 968    | 1,50  |  |  |  |  |  |
| Totale                   | Totale                              | 14 225 104 | 100   |  |  |  |  |  |
|                          |                                     |            |       |  |  |  |  |  |
| Voti non validi          | Voti non validi                     | 14 036     | 0,10  |  |  |  |  |  |
| Votanti                  | Votanti                             | 14 239 140 | 78,64 |  |  |  |  |  |
| Elettori                 | Elettori                            | 18 107 109 |       |  |  |  |  |  |